# Sven Väth
Sven Väth (né le 26 octobre 1964 à Obertshausen) est un DJ et producteur allemand de musique électronique.

## Biographie

### Débuts
Sven Väth est né le 26 octobre 1964 à Obertshausen, près de Francfort. À l'âge de 15 ans il préfère déjà fréquenter les discothèques plutôt que d'étudier la ferronnerie. Il commence à mixer en 1982 en pleine période new wave au club Dorian Gray de Francfort, puis en 1984 il devient DJ résident au Vogue (également à Francfort), il mixe essentiellement de l'EBM, mais aussi les premiers titres venant de Chicago.
Sa carrière internationale commence en 1985. Cette même année il fonde le groupe Off avec Michael Münzing et Luca Anzilotti (par la suite producteurs du groupe Snap! dont Sven remixera le premier maxi single). Il sort entre 1985 et 1989 les titres Bad News (1985), Electrica salsa (baba baba) (1986), Step by Step (1987) (ces 2 singles étant des succès internationaux), Aber jetzt (1987), Everybody Shake (1988), Time Operator (1988), Hip Hop Reggae (1989) et  La casa latina (1989). Au total, il vend 4,5 millions de disques avec Off.
En 1988, il rachète le Vogue avec Michael Münzing et Matthias Martinsohn, le club entièrement rénové est baptisé Omen, c'est aussi les débuts de l'acid house. En 1989 (année charnière pour l'Allemagne avec la réunification), à la suite du second album de Off, Sven Väth quitte ses premiers producteurs et fonde le groupe Mosaic avec Matthias Hoffmann et Steffen Britzke. Ils inaugurent la première vague trance allemande.

### Années 1990
En 1991, il fonde avec Matthias Hoffmann et Heinz Roth les labels Eye Q  et Harthouse. En 1992, il collabore avec Ralf Hildenbeutel sur plusieurs morceaux comme Barbarella - My Name Is Barbarella, Zyon - No Fate (1996). En 1993, il participe avec Gerard Beraya à Summerbreeze. Sortie de son premier album sous son nom An Accident In Paradise en 1992. En 1994, l'album The Robot, the Harlequin and the Ballet Dancer, produit avec Ralf Hildenbeutel. Il quitte Eye Q en 1998 pour rejoindre Virgin et produit son 4e album, Fusion, mélange de plusieurs styles. La même année le club Omen ferme ses portes, mais son agence de booking, Cocoon, prend enfin son envol, s'ensuivent de nombreuses soirées, notamment au club l'Amnesia d'Ibiza, sans oublier ses apparitions à la Love Parade.

### Depuis les années 2000
En 2000, il laisse de côté la trance lors de la sortie de Contact : composé en partie avec les artistes Alter Ego, Johannes Heil et Anthony Rother, il s'agit en effet d’un album purement electro.
En 2011, il est positionné en 97e place du classement des DJ internationaux établi par DJ Mag. En 2014, il est positionné en 15e position dans le classement des DJ établi par RA, référence de la scène électronique underground.
Le 6 avril 2022, Väth joue en tant qu'artiste principal lors de l'inauguration du Momem - Museum of Modern Electronic Music, qui ouvre ses portes juste en dessous du bâtiment de la Hauptwache à Francfort, lors d'une fête en plein air devant environ 3 000 personnes. La première exposition spéciale du Momem, un musée sur la culture de la techno, est consacrée à l'œuvre de Väth.

## Discographie

### Albums studio
- 1992 : Accident In Paradise
- 1994 : The Harlequin - The Robot and the Ballet-Dancer (Eye Q)
- 1998 : Fusion
- 2000 : Contact
- 2002 : Fire